# ژونگه (کنیچ)
ژونگه (به صربی: Žunje) یک منطقهٔ مسکونی در صربستان است که در کنیچ واقع شده‌است.